# SN 2003fr
SN 2003fr – supernowa odkryta 12 marca 2003 roku w galaktyce A142108+5242. W momencie odkrycia miała maksymalną jasność 23,30m.